# Zgon (singel)
Zgon – drugi singel zespołu Myslovitz, promujący ich debiutancki album Myslovitz.

## Lista utworów
| 1. | „Zgon”                  | 2:30  |
|    |                         |       |
| 2. | „Myslovitz” (a capella) | 0:48  |
|    |                         |       |
| 3. | „Myslovitz”             | 3:55  |
|    |                         |       |
|    |                         | 07:13 |
|    |                         |       |